# Andrei Ivan
Andrei Ivan (Moreni, 4 gennaio 1997) è un calciatore rumeno, attaccante del Panserraïkos e della nazionale rumena.

## Caratteristiche tecniche
Centravanti, all'occorrenza può giocare come esterno d'attacco su entrambe le fasce.

## Carriera

### Krasnodar
Il 17 luglio 2017 viene acquistato dal CSU Craiova per 4 milioni di €.

### Nazionale
Esordisce in nazionale il 17 novembre 2015, contro l'Italia (2-2).

## Statistiche

### Cronologia presenze e reti in nazionale
| Cronologia completa delle presenze e delle reti in nazionale ― Romania | Cronologia completa delle presenze e delle reti in nazionale ― Romania | Cronologia completa delle presenze e delle reti in nazionale ― Romania | Cronologia completa delle presenze e delle reti in nazionale ― Romania | Cronologia completa delle presenze e delle reti in nazionale ― Romania | Cronologia completa delle presenze e delle reti in nazionale ― Romania | Cronologia completa delle presenze e delle reti in nazionale ― Romania | Cronologia completa delle presenze e delle reti in nazionale ― Romania |
| Data                                                                   | Città                                                                  | In casa                                                                | Risultato                                                              | Ospiti                                                                 | Competizione                                                           | Reti                                                                   | Note                                                                   |
| ---------------------------------------------------------------------- | ---------------------------------------------------------------------- | ---------------------------------------------------------------------- | ---------------------------------------------------------------------- | ---------------------------------------------------------------------- | ---------------------------------------------------------------------- | ---------------------------------------------------------------------- | ---------------------------------------------------------------------- |
| 17-11-2015                                                             | Bologna                                                                | Italia                                                                 | 2 – 2                                                                  | Romania                                                                | Amichevole                                                             | -                                                                      | 85’                                                                    |
| 23-3-2016                                                              | Giurgiu                                                                | Romania                                                                | 1 – 0                                                                  | Lituania                                                               | Amichevole                                                             | -                                                                      | 58’                                                                    |
| 27-3-2016                                                              | Cluj-Napoca                                                            | Romania                                                                | 0 – 0                                                                  | Spagna                                                                 | Amichevole                                                             | -                                                                      | 66’                                                                    |
| 26-3-2017                                                              | Cluj-Napoca                                                            | Romania                                                                | 0 – 0                                                                  | Danimarca                                                              | Qual. Mondiali 2018                                                    | -                                                                      | 86’                                                                    |
| 13-6-2017                                                              | Cluj-Napoca                                                            | Romania                                                                | 3 – 2                                                                  | Cile                                                                   | Amichevole                                                             | -                                                                      | 46’                                                                    |
| 1-9-2017                                                               | Bucarest                                                               | Romania                                                                | 1 – 0                                                                  | Armenia                                                                | Qual. Mondiali 2018                                                    | -                                                                      | 74’ 90’                                                                |
| 23-3-2019                                                              | Solna                                                                  | Svezia                                                                 | 2 – 1                                                                  | Romania                                                                | Qual. Euro 2020                                                        | -                                                                      | 78’                                                                    |
| 2-6-2021                                                               | Ploiești                                                               | Romania                                                                | 1 – 2                                                                  | Georgia                                                                | Amichevole                                                             | 1                                                                      | 58’                                                                    |
| 6-6-2021                                                               | Ploiești                                                               | Inghilterra                                                            | 1 – 0                                                                  | Romania                                                                | Amichevole                                                             | -                                                                      | 58’                                                                    |
| 8-10-2021                                                              | Amburgo                                                                | Germania                                                               | 2 – 1                                                                  | Romania                                                                | Qual. Mondiali 2022                                                    | -                                                                      | 60’                                                                    |
| 11-10-2021                                                             | Bucarest                                                               | Romania                                                                | 1 – 0                                                                  | Armenia                                                                | Qual. Mondiali 2022                                                    | -                                                                      | 62’                                                                    |
| 11-11-2021                                                             | Bucarest                                                               | Romania                                                                | 0 – 0                                                                  | Islanda                                                                | Qual. Mondiali 2022                                                    | -                                                                      | 67’                                                                    |
| 14-11-2021                                                             | Vaduz                                                                  | Liechtenstein                                                          | 0 – 2                                                                  | Romania                                                                | Qual. Mondiali 2022                                                    | -                                                                      | 82’                                                                    |
| 25-3-2022                                                              | Bucarest                                                               | Romania                                                                | 0 – 1                                                                  | Grecia                                                                 | Amichevole                                                             | -                                                                      | 62’                                                                    |
| 29-3-2022                                                              | Netanya                                                                | Israele                                                                | 2 – 2                                                                  | Romania                                                                | Amichevole                                                             | -                                                                      | 58’                                                                    |
| 4-6-2022                                                               | Podgorica                                                              | Montenegro                                                             | 2 – 0                                                                  | Romania                                                                | UEFA Nations League 2022-2023 - 1º turno                               | -                                                                      |                                                                        |
| 7-6-2022                                                               | Zenica                                                                 | Bosnia ed Erzegovina                                                   | 1 – 0                                                                  | Romania                                                                | UEFA Nations League 2022-2023 - 1º turno                               | -                                                                      | 74’                                                                    |
| Totale                                                                 |                                                                        | Presenze                                                               | 17                                                                     |                                                                        | Reti                                                                   | 1                                                                      |                                                                        |

## Palmarès

### Club

#### Competizioni nazionali
- Coppa di Romania: 1

U Craiova: 2020-2021